# Helmut Rothemund

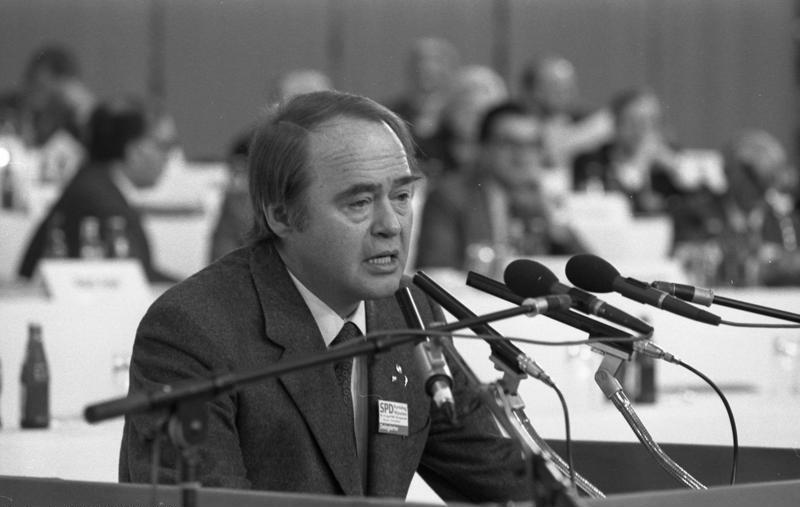
Helmut Rothemund, 1982

Helmut Rothemund (* 31. März 1929 in Rehau, Oberfranken; † 27. Juni 2004 in München) war ein deutscher Politiker der SPD.
Rothemund wurde 1929 als Sohn einer Porzellanmalerfamilie geboren. Er wurde noch 1945 zum Kriegsdienst eingezogen. Nach einer kurzen Kriegsgefangenschaft machte er 1948 sein Abitur.
Sein Jurastudium in Erlangen schloss er 1954 mit der Promotion zum Dr. iur. ab. Er erhielt 1956 eine Stelle im Bayerischen Staatsministerium der Justiz. Im selben Jahr war er Listenführer für die SPD bei der Kreistagswahl, und 1958 gewann er als damals jüngster Landrat Bayerns die Landratswahl im Landkreis Rehau (heute zum Landkreis Hof gehörend).
Rothemund war von 1962 bis 1992 Mitglied des Bayerischen Landtags. Von 1970 bis 1976 und von 1986 bis 1992 war er Vizepräsident des Parlaments. In der Zwischenzeit stand er der SPD-Landtagsfraktion vor. 1977 wurde er Nachfolger von Hans-Jochen Vogel als Vorsitzender der SPD Bayern und amtierte bis 1985. Bei den bayerischen Landtagswahlen 1978 und 1982 trat Rothemund als Spitzenkandidat seiner Partei an. 1989 bis 1998 war er als Nachfolger von Volkmar Gabert Vorsitzender der Georg-von-Vollmar-Akademie.

## Auszeichnungen
- 1973: Verdienstkreuz am Bande der Bundesrepublik Deutschland[2]
- Großes Verdienstkreuz (1978),[3] mit Stern (1983)
- Bayerische Verfassungsmedaille (1984)